# Landschaftspark Lichtwiese

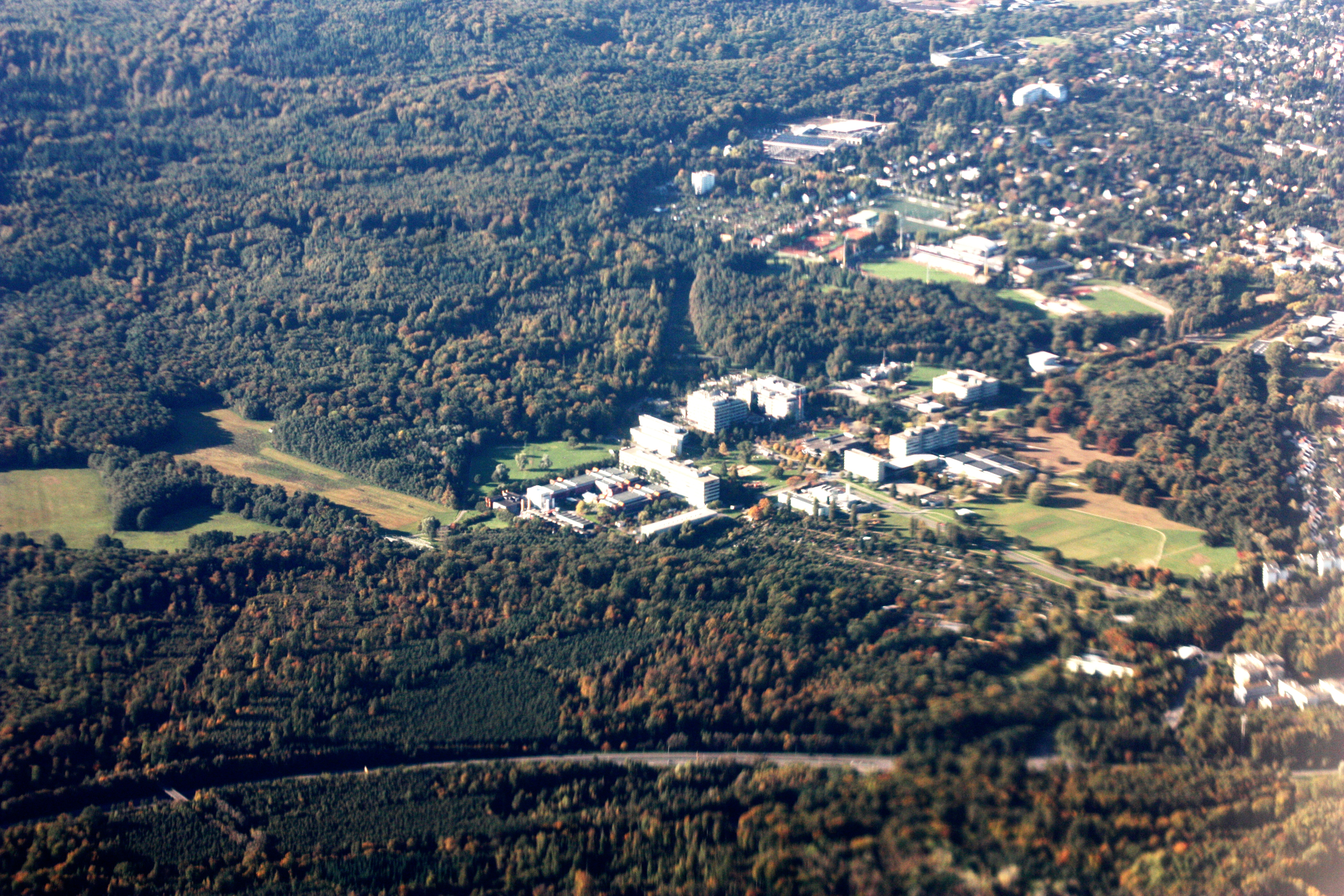
Luftaufnahme der Lichtwiese (2010)

Der Landschaftspark Lichtwiese ist eine Parkanlage am Ostrand der südhessischen Stadt Darmstadt. Die Anlage liegt im Statistischen Bezirk An den Lichtwiesen des Stadtteils Darmstadt-Ost. Der Landschaftspark Lichtwiese ist seit dem Inkrafttreten des Bebauungsplanes O 10 im Jahre 1966 der Standort des Campus Lichtwiese der Technischen Universität Darmstadt.

## Entstehung
Bis ins Spätmittelalter befand sich die Gegend der späteren Lichtwiese in einem geschlossenen Waldgebiet. Die im späten 15. Jahrhundert begonnene Rodung ließ bis in die zweite Hälfte des 16. Jahrhunderts die Wiesen entstehen. Die nördlichen Teile des Gebiets wurden erstmals im Jahr 1574 als Nachtweide erwähnt. 

## Bauten des 20. und 21. Jahrhunderts
Auf der Lichtwiese, gelegen zwischen der Nieder-Ramstädter Straße und der Trasse der Odenwaldbahn auf ehemals Bessunger Gemarkung (im Jahr 1888 eingemeindet als Darmstadt-Bessungen), wurden ab 1919 die Sportstätten der damaligen Technischen Hochschule und des SV Darmstadt 98 gebaut. Diese wurden in den 1920er Jahren um ein Freibad, ein Marathontor und andere Sporteinrichtungen ergänzt.
Im Juli 1924 wurde auf dem Gelände zudem auf Betreiben des Vereins Hessen-Flieger Verein für Luftfahrt 1924 Darmstadt von Staatspräsident Carl Ulrich ein Verkehrsflugplatz eröffnet, da der August-Euler-Flugplatz in der benachbarten Stadt Griesheim seit Ende 1918 von französischen Truppen besetzt war. Im Jahr 1934 wurde dieser Flugplatz zurück nach Griesheim verlegt.
In den 1920er Jahren gab es auf der Lichtwiese ferner das Licht-Luftbad des 1884 gegründeten Darmstädter Naturheilvereins. An dieser Stelle steht heute das 1969 eröffnete Gebäude des Fachbereichs Architektur.
Ende der 1950er-Jahre wurden auf dem Gelände der Lichtwiese die Georg-Büchner-Schule von Hans Schwippert und das Studentendorf nach Plänen des Architekten Jan Hubert Pinand errichtet, seit 1967 entstanden auf der Südseite der Lichtwiese mehrere Infrastruktur- und Institutsgebäude der damaligen Hochschule. Seit 2008 wurden auf dem Campus Lichtwiese genannten Areal weitere Einrichtungen gebaut, darunter ein Hörsaal- und Medienzentrum, mehrere Forschungsgebäude, eine Kletterhalle, das Kinderhaus Lichtwiese, ein Universitätssportzentrum, das Otto-Wolfskehl-Haus, ein Studentenwohnheim sowie ein Parkhaus.
Zum Areal des Landschaftsparks Lichtwiese gehören außerdem das Vivarium Darmstadt, der Alte Friedhof sowie das Stadion am Böllenfalltor. Am Nordostrand des Landschaftsparks befindet sich der Botanische Garten Darmstadt, im Osten und im Süden grenzt der Landschaftspark an den Darmstädter Stadtwald.
Durch den Landschaftspark Lichtwiese fließt ein Abschnitt des Darmbachs, Oberlauf des Darmstädter Fließgewässers Landgraben/Landwehr. Der Gewässerabschnitt im Bereich Lichtwiese wurde in den Jahren 2009 und 2012 neu gestaltet und teilweise renaturiert.
Von 1986 bis 2010 war die Lichtwiese alljährlich Austragungsort des national bedeutenden Darmstadt-Cross.
Im Jahr 2015 wurden die Maschinenbauhallen aus dem Jahr 1976 unter Denkmalschutz gestellt.

## Impressionen vom Landschaftspark Lichtwiese

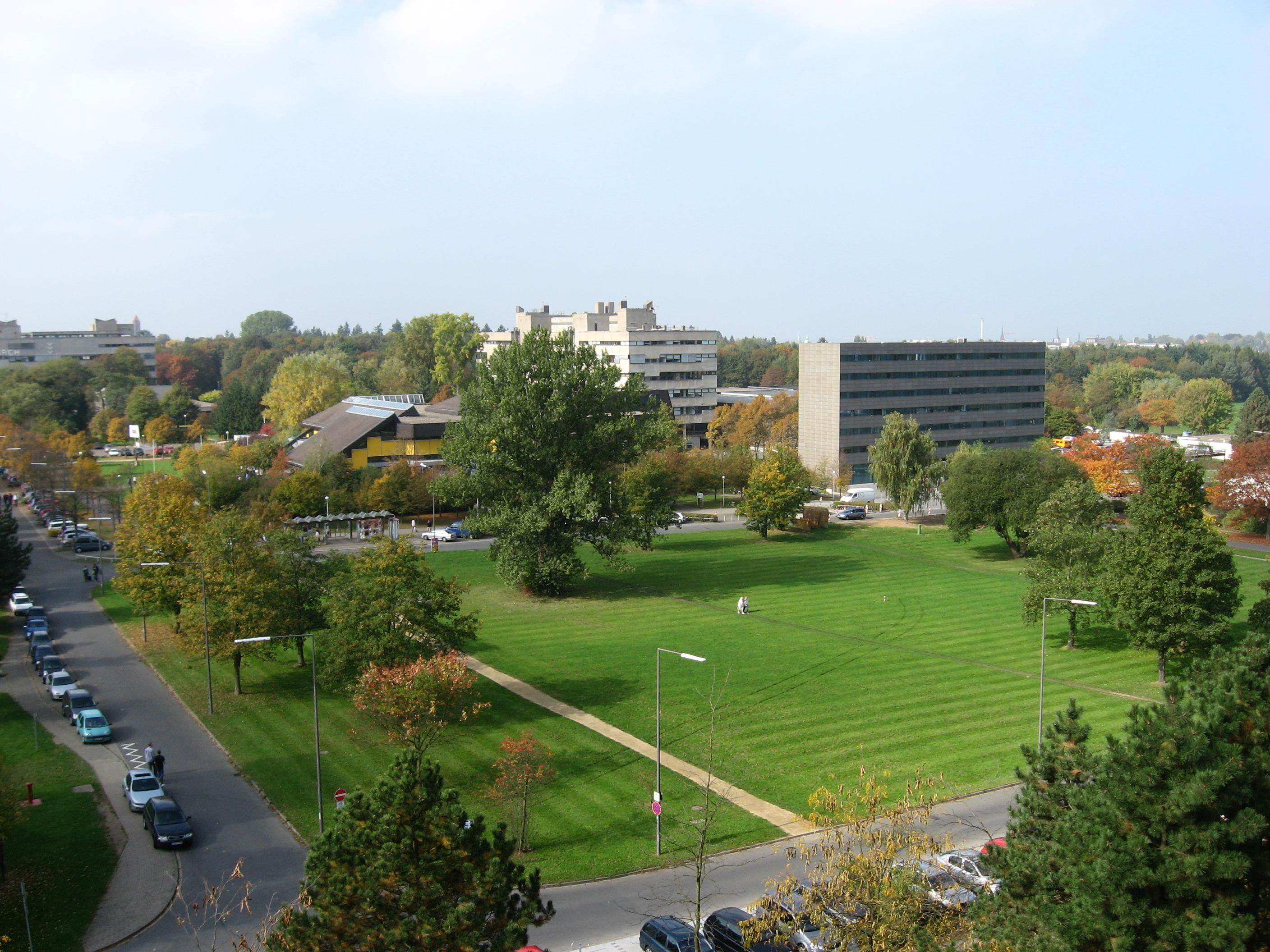
Teilansicht des Landschaftsparks mit Gebäuden der Technischen Universität auf dem Campus Lichtwiese (2007)
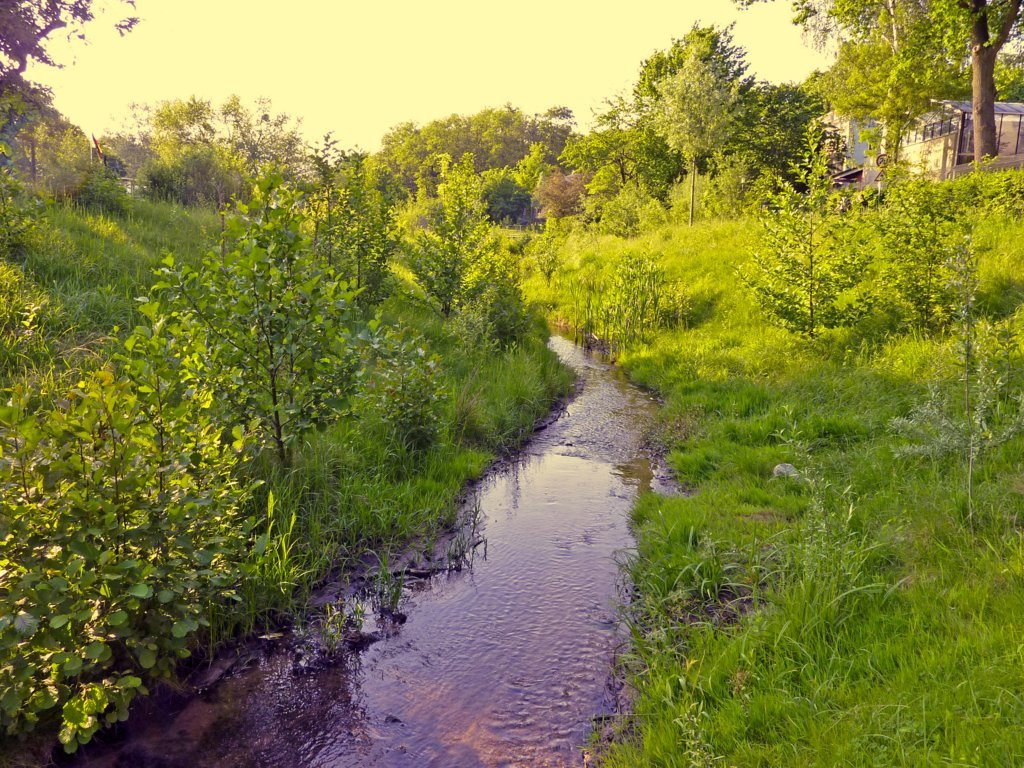
Renaturierter Darmbach im Bereich Lichtwiese (2012)
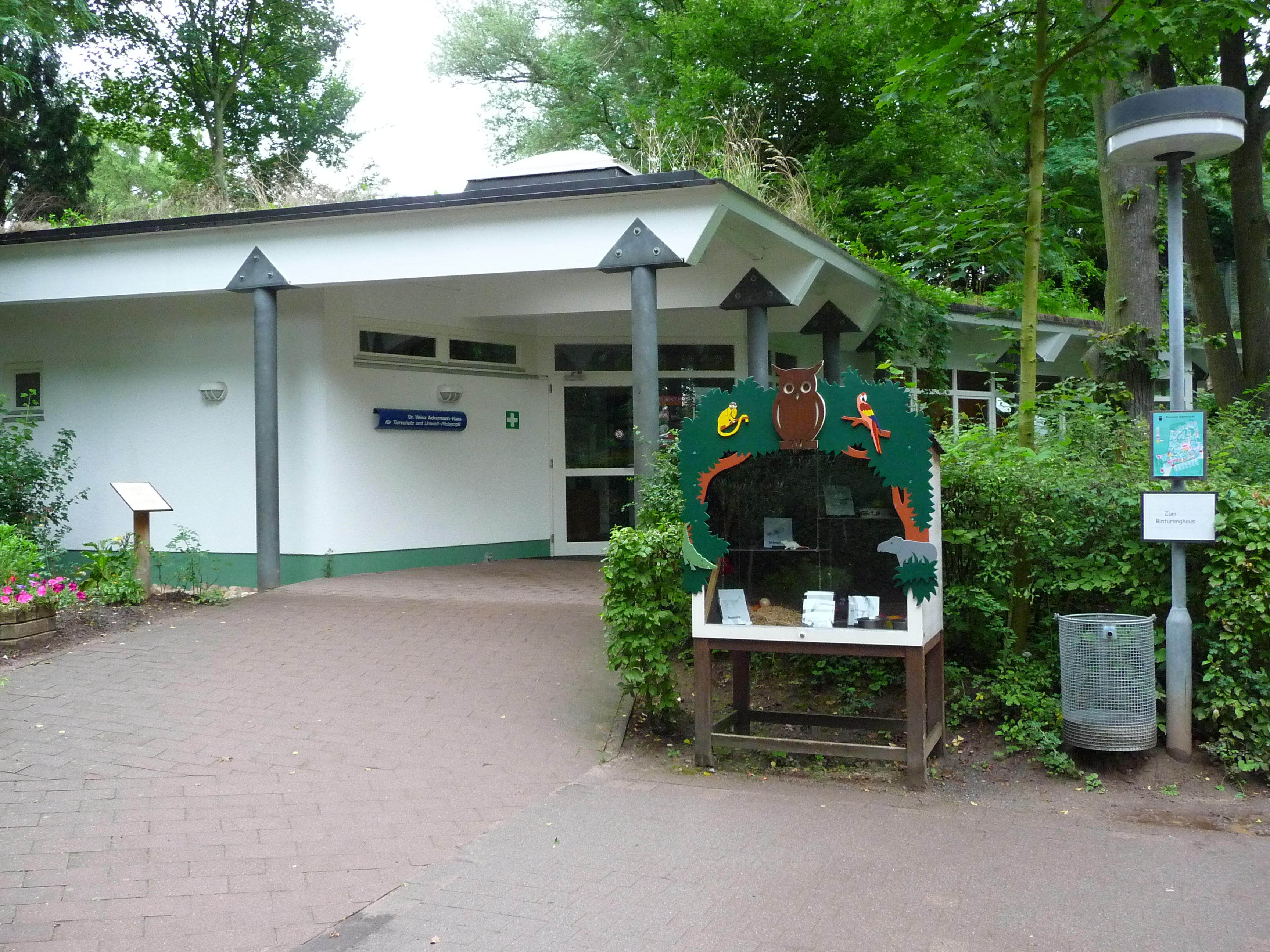
Zooschule im Vivarium Darmstadt (2010)
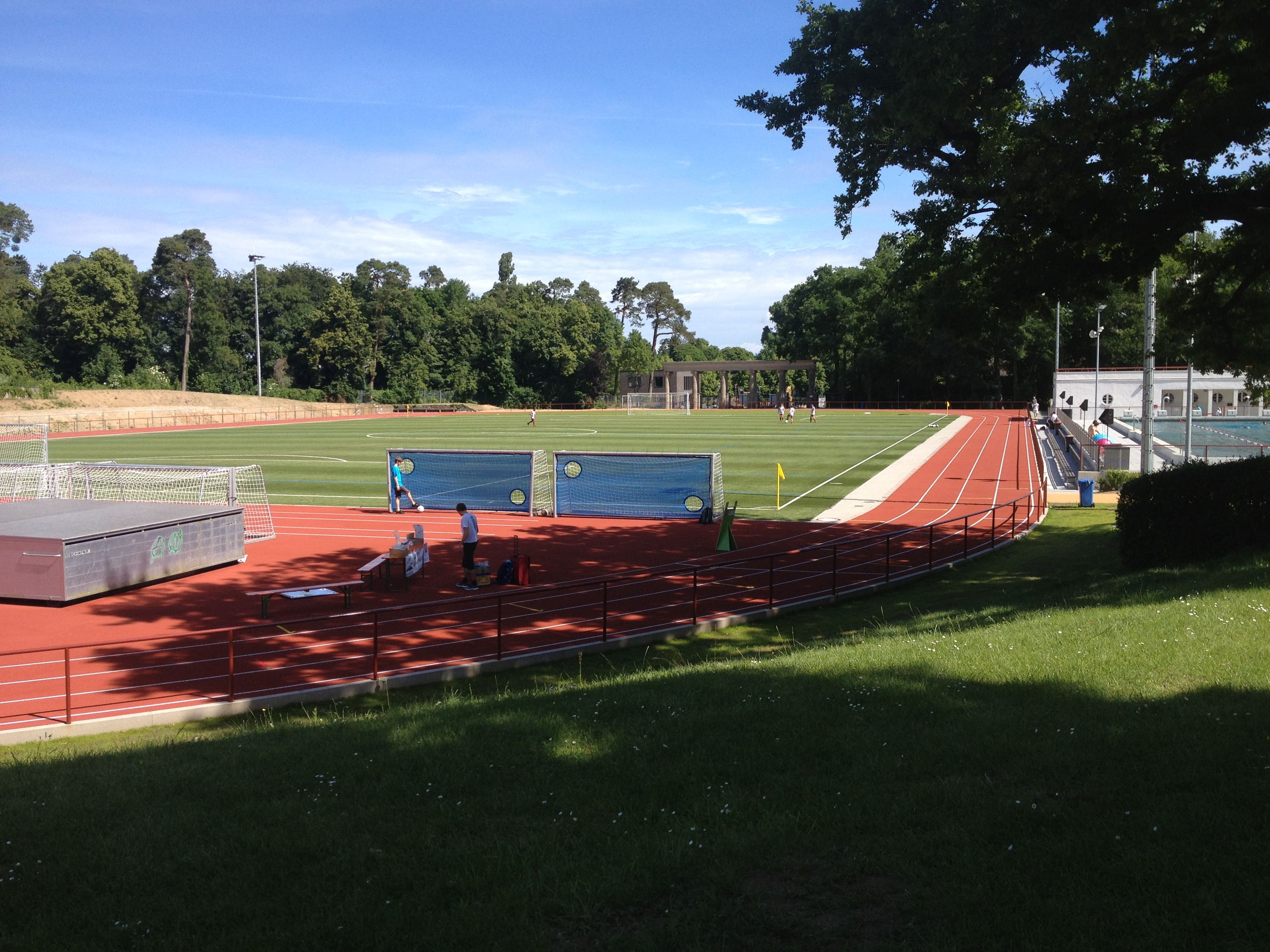
Hochschulstadion der Technischen Universität Darmstadt (2013)
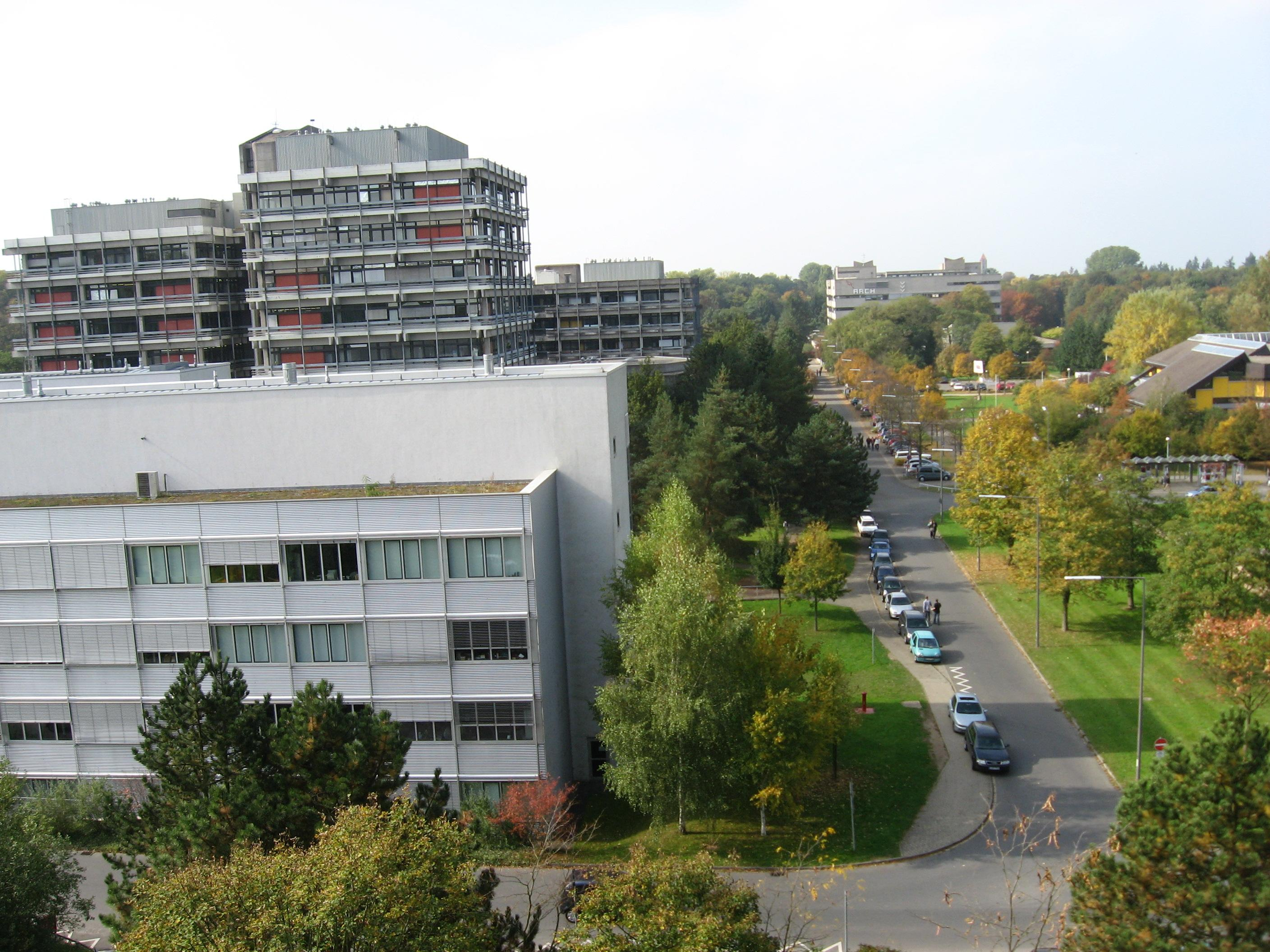
Campus Lichtwiese, TU Darmstadt (2007)
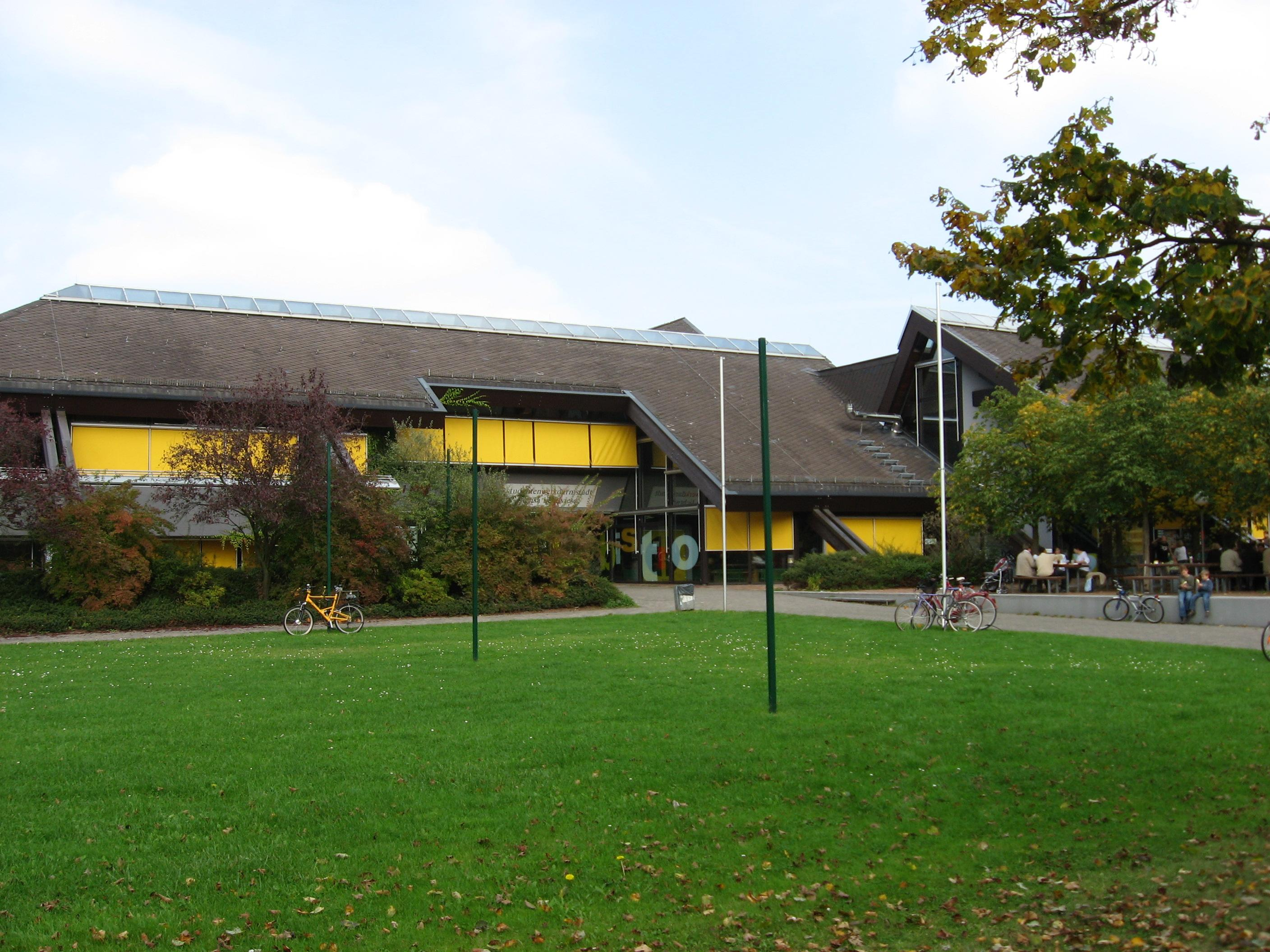
Der Haupteingang der Mensa Lichtwiese (2007)
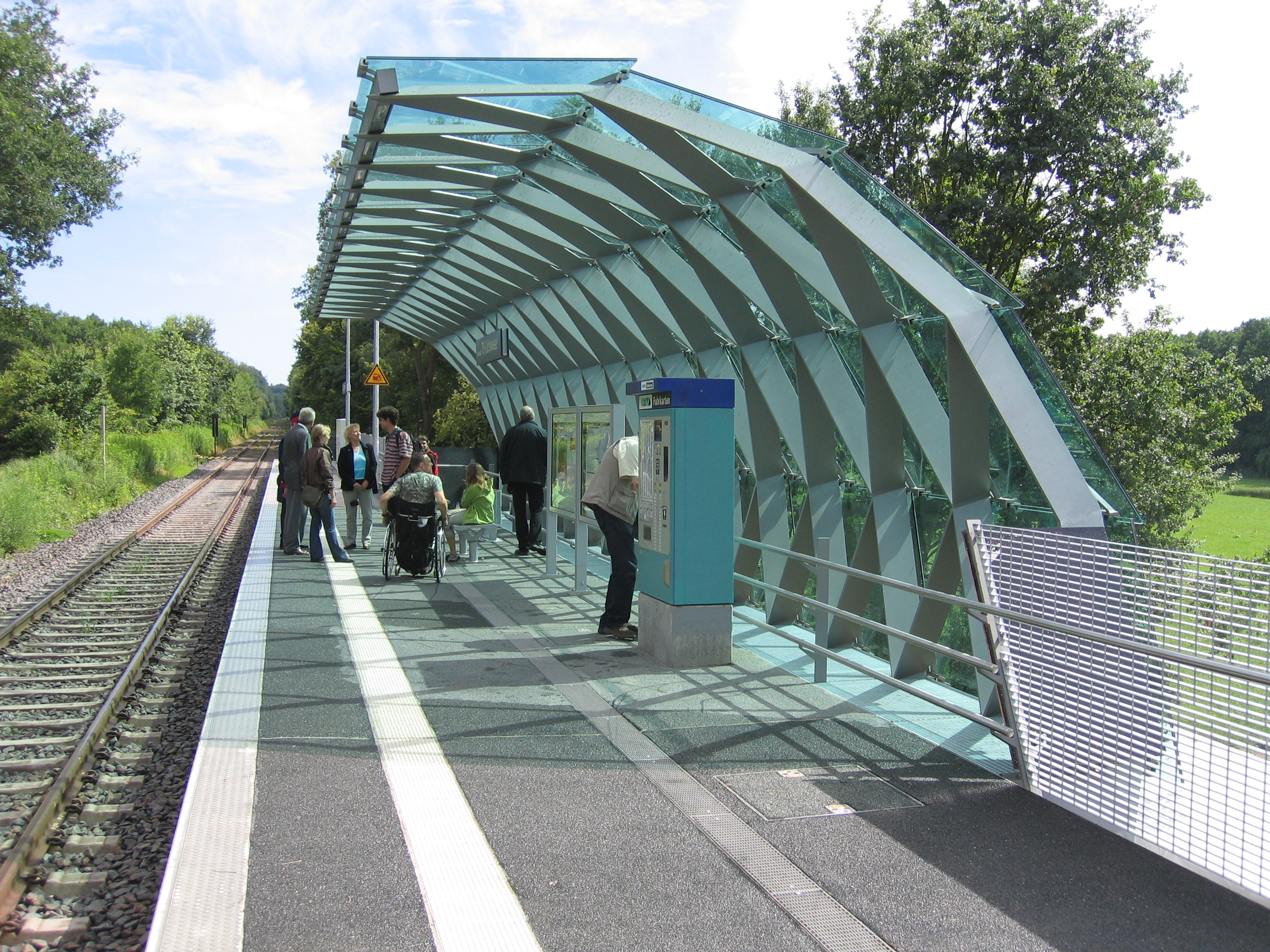
Haltepunkt TU-Lichtwiese der Odenwaldbahn (2007)